# Леннерц, Кристофер
Кристофер Джозеф Леннерц (англ. Christopher Joseph Lennertz, род. 2 января 1972) — американский композитор фильмов, телешоу, видеоигр. Наиболее известен партитурами к фильмам «Элвин и бурундуки», «Бунт ушастых», «Несносные боссы».

## Биография
Леннерц родился в еврейской семье. ВМетьюэне, штат Массачусетс. Он посещал Истонскую областную среднюю школу в Истоне, штат Пенсильвания, а затем Торонтскую музыкальную школу в Университете Южной Калифорнии, где он учился с лауреатом премии «Оскар» Элмером Берстайном.
Он работал с известными артистами, такими как: Бэзил Поледурис, Майкл Кэймен, RZA, Alien Ant Farm. Он получил премию «Грэмми» в номинации «Лучший латинский рок-альбом» за совместную работу с Ozomatli над альбомом Street Signs.
Со второй половины 2011 года сотрудничает с Electronic Arts, пишет музыку для популярной компьютерной игры The Sims 3, начиная с дополнения для игры The Sims 3: «Питомцы», стал заменой для бывшего композитора игры Стива Яблонски. С середины 2012 года перестал сотрудничать с Electronic Arts, последняя работа The Sims 3: «Сверхъестественное». Причиной прекращения сотрудничества стало возвращение первого композитора игры Стива Яблонски.
Он был назван лучшим новым композитором в 2002 году за его партитуру к фильму Клайва Баркера «Святой грешник». Он выиграл несколько наград в 2003 году за саундтрек к игре Medal of Honor: Rising Sun, первый из трёх игр Medal of Honor, написанный Леннерцом. В 2006 году он был номинирован на Эмми за выдающиеся музыкальные композиции за свои партитуры к телесериалу «Сверхъестественное», и первым получателем премии «Film & TV Music Award» за лучшую партитуру к независимому художественному фильму Tortilla Heaven.